# الكفل

المئذنة القديمة في الكفل

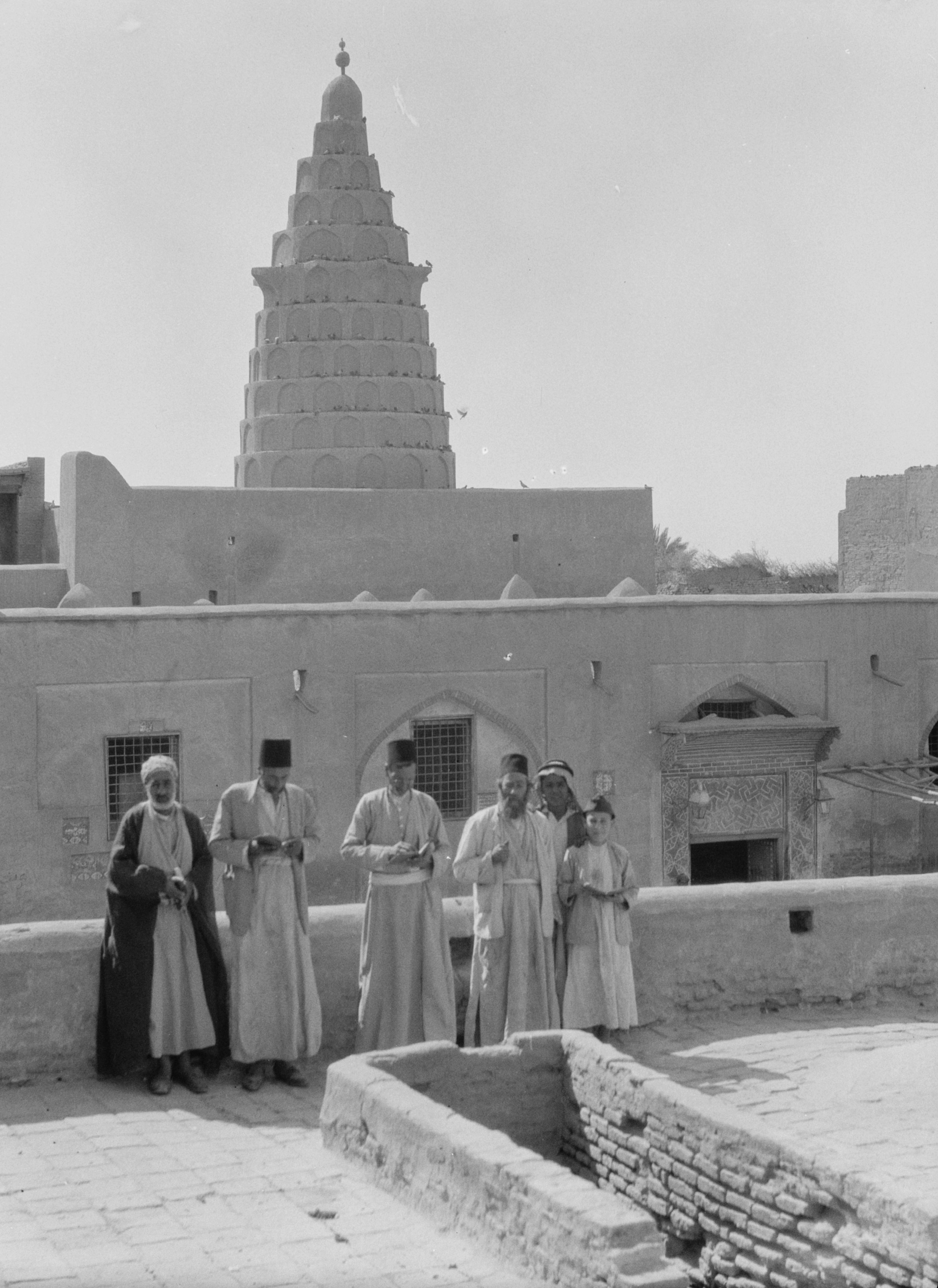
قبر النبي حزقيال (ذو الكفل) في بلدة الكفل في العراق عام 1932

الكفل مدينة ومركز قضاء يتبع لمحافظة بابل يقع بين مدن بابل والنجف وكربلاء جنوب العراق قرب نهر الفرات. يقع في البلدة قبر يعتقد أنه قبر النبي حزقيال (ذو الكفل) ولهذا سميت البلدة بالكفل. كان يقطن البلدة حتى نهاية الأربعينيات من القرن العشرين تجمعٌ يهوديٌ عراقيٌ كبيرٌ، وذلك قبل هجرتهم لخارج العراق. وفيها يمر مجرى نهر الفرات على جانب من جوانبها وتبعد عن محافظة النجف حوالي 30 كيلومتراً، مساحة ناحية الكفل 526 كيلومتراً مربعاً، وعدد سكانها 81418 في سنة 1997، أما مدينة الكفل فكان عدد سكانها 10683، في سنة 1997، وأصبحوا 20111 في سنة 2015.

## التسمية
كان اسم موقع مدينة الكفل (بر ملاحة)،
سميت المدينة بالكفل نسبة إلى النبي ذو الكفل حزقيال حيث يعتقد أنه دفن هناك وقبره موجود في المدينة.
و سبب تسمية نبي الله بذو الكفل لأنه تكفل أمراً فوفّى به لنبي الله إليسع عليه السلام.